# کیکو مانابه
کیکو مانابه (انگلیسی: Keiko Manabe؛ زادهٔ ۱۱ مارس ۱۹۸۷) بازیکن هاکی روی چمن اهل ژاپن است.